# Base de la Fuerza Aérea Mountain Home
La Base de la Fuerza Aérea Mountain Home (en inglés: Mountain Home Air Force Base) (IATA: MUO, OACI: KMUO, FAA LID: MUO) es una instalación de la Fuerza Aérea de los Estados Unidos ubicada en el condado de Elmore, en el sudoeste del estado de Idaho, Estados Unidos. La base está 20 kilómetros al sudoeste de la ciudad de Mountain Home.
La unidad que acoge esta base desde 1972 es la 366ª Ala de Caza del Mando de Combate Aéreo, apodada "Gunfighters." La principal misión de la base es proporcionar capacidades de poder aéreo y apoyo de combate para responder y mantener operaciones de contingencia en todo el mundo.
Parte de la base es un lugar designado por el censo, que en el Censo de 2010 tenía una población de 3238 habitantes y una densidad poblacional de 124,63 personas por km².

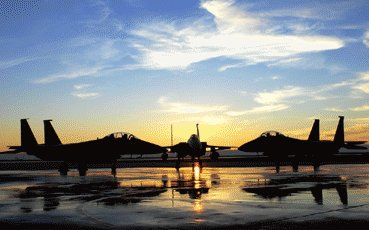
F-15E Strike Eagles en la Base de la Fuerza Aérea Mountain Home.

## Geografía
Base de la Fuerza Aérea Mountain Home se encuentra ubicado en las coordenadas 43°2′59″N 115°51′59″O / 43.04972, -115.86639. Según la Oficina del Censo de los Estados Unidos, Base de la Fuerza Aérea Mountain Home tiene una superficie total de 25.98 km², de la cual 25.67 km² corresponden a tierra firme y (1.21%) 0.31 km² es agua.

## Demografía
Según el censo de 2010, había 3238 personas residiendo en Base de la Fuerza Aérea Mountain Home. La densidad de población era de 124,63 hab./km². De los 3238 habitantes, Base de la Fuerza Aérea Mountain Home estaba compuesto por el 0.08% blancos, el 5.5% eran afroamericanos, el 0.4% eran amerindios, el 8.43% eran asiáticos, el 0.65% eran isleños del Pacífico, el 2.32% eran de otras razas y el 6.05% pertenecían a dos o más razas. Del total de la población el 10.25% eran hispanos o latinos de cualquier raza.